# Lijst van burgemeesters van Haarlem
Dit is een lijst van burgemeesters van de Nederlandse stad/gemeente Haarlem in de provincie Noord-Holland. In onderstaande lijst worden weergegeven de presidenten / voorzitters van de vier burgemeesters die toen de stad bestuurden. Vanaf 2-1-1816 zou het bestuur 24 leden tellen, waaronder vier burgemeesters. In 1824 startte het nieuw reglement voor het bestuur van de stad: voortaan was er nog maar één burgemeester, drie wethouders en een raad van 22 leden.

## 15e - 18e eeuw
| Ambtsperiode  | Naam burgemeester                               | Leven      | Partij of stroming | Bijzonderheden                                                 |
| ------------- | ----------------------------------------------- | ---------- | ------------------ | -------------------------------------------------------------- |
| 1357          | Jan van Berkenrode                              | -1380      |                    |                                                                |
| 1420 - 1429   | Herpert van Foreest                             | 1397-1459  |                    | 1e keer                                                        |
| 1430 − 1437   | Meynard Claaszoon                               | -1437      |                    |                                                                |
| 1438          | Herpert van Foreest                             | 1397-1459  |                    | 2e keer                                                        |
| 1439          | Ysbrand van Schooten                            |            |                    | 1e keer                                                        |
| 1440          | Lottyn Gerritszoon                              |            |                    |                                                                |
| 1441 - 1444   | Hugo Aelbout                                    |            |                    |                                                                |
| 1445          | Claas van Ruyven                                |            |                    | 1e keer                                                        |
| 1446          | Johan van Bekesteyn                             |            |                    | 1e keer                                                        |
| 1447 − 1448   | Pieter Jordenszoon                              |            |                    | 1e keer                                                        |
| 1449          | Jan Huessenszoon                                |            |                    |                                                                |
| 1450          | Claas van Yperen                                |            |                    |                                                                |
| 1451          | Hugo Janszoon Vynck                             |            |                    |                                                                |
| 1452          | Gerrit van Adrichem                             |            |                    | 1e keer                                                        |
| 1453          | Herpert van Foreest                             | 1397-1459  |                    | 3e keer                                                        |
| 1454          | Ysbrand van Schooten                            |            |                    | 2e keer                                                        |
| 1455          | Gerrit van Adrichem                             |            |                    | 2e keer                                                        |
| 1456          | Claas van Ruyven                                |            |                    | 2e keer                                                        |
| 1457          | Herpert van Foreest                             | 1397-1459  |                    | 4e keer                                                        |
| 1458          | Ysbrand van Schooten                            |            |                    | 3e keer                                                        |
| 1459 - 1460   | Pieter Jordenszoon                              |            |                    | 2e keer                                                        |
| 1461          | Gerrit van Adrichem                             |            |                    | 3e keer                                                        |
| 1462          | Johan van Bekesteyn                             |            |                    | 2e keer                                                        |
| 1463          | Jan van Huessen                                 |            |                    |                                                                |
| 1464          | Johan van Bekesteyn                             |            |                    | 3e keer                                                        |
| 1465          | Gerrit van Adrichem                             |            |                    | 4e keer                                                        |
| 1466          | Ysbrand van Schooten                            |            |                    | 4e keer                                                        |
| 1467          | Arent Pieter Dirk Weentse                       |            |                    |                                                                |
| 1468          | Symon van Noortigh                              |            |                    |                                                                |
| 1469          | Jan Gerritszoon van der Meer                    |            |                    | 1e keer                                                        |
| 1470 - 1471   | Joost Danielszoon                               |            |                    |                                                                |
| 1472          | Claas Janszoon van Hillegom                     |            |                    | 1e keer                                                        |
| 1473          | Gerrit Jan Dirk Thymans                         |            |                    |                                                                |
| 1474          | Claas Janszoon van Hillegom                     |            |                    | 2e keer                                                        |
| 1475 - 1476   | Gerrit van Berkenrode                           |            |                    | 1e keer                                                        |
| 1477          | Jan van Berkenrode                              |            |                    | 1e keer                                                        |
| 1478          | Jan Gerritszoon van der Meer                    |            |                    | 2e keer                                                        |
| 1479          | Gerrit de Visscher                              |            |                    |                                                                |
| 1480          | Wouter van Bekesteyn                            |            |                    | 1e keer                                                        |
| 1481          | Wilem van Berkenrode                            |            |                    |                                                                |
| 1482          | Gerrit van Berkenrode                           |            |                    | 2e keer                                                        |
| 1483          | Gerrit de Visscher                              |            |                    | 2e keer                                                        |
| 1484          | Adam Gerritszoon                                |            |                    | 1e keer                                                        |
| 1485          | Gerrit de Visscher                              |            |                    | 3e keer                                                        |
| 1486          | Jan van Berkenrode                              |            |                    | 2e keer                                                        |
| 1487          | Jan van Foreest                                 |            |                    | 1e keer                                                        |
| 1488          | Gerrit van Berkenrode                           |            |                    | 3e keer                                                        |
| 1489          | Wouter van Bekesteyn                            |            |                    | 2e keer                                                        |
| 1490          | Gerrit de Visscher                              |            |                    | 4e keer                                                        |
| 1491          | Gerrit van Berkenrode                           |            |                    | 4e keer                                                        |
| 1492          | Steffen Hendrikszoon                            |            |                    |                                                                |
| 1492          | Adam Gerritszoon                                |            |                    | 2e keer                                                        |
| 1493          | Jan van Foreest                                 |            |                    | 2e keer                                                        |
| 1494          | Adam Gerritszoon                                |            |                    | 3e keer                                                        |
| 1495          | Gerrit de Visscher                              |            |                    | 5e keer                                                        |
| 1496 - 1497   | Claas Pieterszoon Hals                          |            |                    |                                                                |
| 1498          | Jan van Berkenrode                              |            |                    | 3e keer                                                        |
| 1499          | Adam Gerritszoon                                |            |                    | 4e keer                                                        |
| 1500          | Jan van Berkenrode                              |            |                    | 4e keer                                                        |
| 1501          | Gerrit de Visscher                              |            |                    | 6e keer                                                        |
| 1501 - 1505   | Dirk Potter                                     | -1505      |                    |                                                                |
| 1505 - 1509   | Gerrit van Schooten                             |            |                    |                                                                |
| 1510          | Willem van Loo                                  |            |                    |                                                                |
| 1510 - 1513   | Dirk van Bekesteyn                              |            |                    |                                                                |
| 1514 - 1517   | Gerrit van Warmont                              |            |                    | 1e keer                                                        |
| 1518          | Jacob Gerritszoon van Montfoort                 |            |                    | 1e keer                                                        |
| 1519          | Gerrit van Warmont                              |            |                    | 2e keer                                                        |
| 1520 - 1521   | Jacob Gerritszoon van Montfoort                 |            |                    | 2e keer                                                        |
| 1522          | Willem Pieterszoon                              |            |                    | 1e keer                                                        |
| 1523          | Jacob Gerritszoon van Montfoort                 |            |                    | 3e keer                                                        |
| 1524 - 1525   | Frans Jacobszoon de Witte                       |            |                    |                                                                |
| 1526          | Jacob Gerritszoon van Montfoort                 |            |                    | 4e keer                                                        |
| 1527 - 1531   | Jan van Schagen                                 |            |                    | 1e keer                                                        |
| 1532          | Willem Pieterszoon                              |            |                    | 2e keer                                                        |
| 1533          | Gerrit van Warmont                              |            |                    | 3e keer                                                        |
| 1534 - 1536   | Jan van Schagen                                 |            |                    | 2e keer                                                        |
| 1537          | Gerrit Steffenszoon                             |            |                    | 1e keer                                                        |
| 1538 - 1540   | Jan van Schagen                                 |            |                    | 3e keer                                                        |
| 1541          | Jan Gysbrechtszoon                              |            |                    | 1e keer                                                        |
| 1542 - 1545   | Gerrit Steffenszoon                             |            |                    | 2e keer                                                        |
| 1546          | Jan Gysbrechtszoon                              |            |                    | 2e keer                                                        |
| 1547 - 1551   | Gerrit Steffenszoon                             |            |                    | 3e keer                                                        |
| 1552          | Mr. Quiryn Dirkszoon Talesius                   |            |                    | 1e keer                                                        |
| 1553 - 1554   | Gerrit Steffenszoon                             |            |                    | 4e keer                                                        |
| 1555          | Joost van Hillegom                              |            |                    | 1e keer                                                        |
| 1556 - 1557   | Gerrit Steffenszoon                             |            |                    | 5e keer                                                        |
| 1558          | Joost van Hillegom                              |            |                    | 2e keer                                                        |
| 1559 - 1560   | Mr. Quiryn Dirkszoon Talesius                   |            |                    | 2e keer                                                        |
| 1561          | Mr. Dirk Ramp                                   |            |                    | 1e keer                                                        |
| 1562          | Nicolaas van der Laan                           |            |                    | 1e keer                                                        |
| 1563          | Mr. Lambrecht Jacobszoon van Roosveld           |            |                    |                                                                |
| 1564 - 1565   | Nicolaas van der Laan                           |            |                    | 2e keer                                                        |
| 1566          | Dirk Jacobszoon de Vries                        |            |                    | 1e keer                                                        |
| 1567 - 1570   | Mr. Quiryn Dirkszoon Talesius                   |            |                    | 3e keer                                                        |
| 1571          | Mr. Dirk Ramp                                   |            |                    | 2e keer                                                        |
| 1572          | Dirk Jacobszoon de Vries                        |            |                    | 2e keer                                                        |
| 1572          | Nicolaas van der Laan                           |            |                    | 3e keer                                                        |
| 1573          | Mr. Jan van Zuyren                              |            |                    |                                                                |
| 1574 - 1575   | Mr. Philips van der Mathe                       |            |                    |                                                                |
| 1576          | Mr. Dirk van Bekesteyn                          |            |                    |                                                                |
| 1577          | Jhr. Gijsbrecht van Duvenvoorde, Heer van Opdam |            |                    |                                                                |
| 1578          | Dirk Ramp                                       |            |                    |                                                                |
| 1579 - 1580   | Nicolaas van der Laan                           |            |                    | 4e keer                                                        |
| 1581          | Pieter Janszoon Kies                            |            |                    | 1e keer                                                        |
| 1572          | Gerrit Hendrikszoon Stuyver                     | 1528 -1601 |                    |                                                                |
| 1583          | Nicolaas van der Laan                           |            |                    | 5e keer                                                        |
| 1584          | Mattheus Augustynszoon Steyn                    | -1605      |                    | 1e keer                                                        |
| 1585          | Pieter Janszoon Kies                            |            |                    | 2e keer                                                        |
| 1586          | Adriaan van Berkenrode                          |            |                    | 1e keer                                                        |
| 1587 - 1588   | Pieter Janszoon Kies                            |            |                    | 3e keer                                                        |
| 1589          | Adriaan van Berkenrode                          |            |                    | 2e keer                                                        |
| 1590 - 1591   | Pieter Janszoon Kies                            |            |                    | 4e keer                                                        |
| 1592          | Adriaan van Berkenrode                          |            |                    | 3e keer                                                        |
| 1593 - 1594   | Pieter Janszoon Kies                            |            |                    | 5e keer                                                        |
| 1596 - 1597   | Thomas Thomaszoon                               |            |                    |                                                                |
| 1598          | Willem Deyman Dirkszoon                         |            |                    |                                                                |
| 1599 - 1600   | Adriaan van Berkenrode                          |            |                    | 5e keer                                                        |
| 1601          | Gerard Willemszoon van Schoterbosch             |            |                    | 1e keer                                                        |
| 1602 - 1603   | Adriaan van Berkenrode                          |            |                    | 6e keer                                                        |
| 1604          | Gerard Willemszoon van Schoterbosch             |            |                    | 2e keer                                                        |
| 1605          | Mattheus Augustynszoon Steyn                    | -1605      |                    | 2e keer                                                        |
| 1606          | Jan Michielszoon de Waal                        |            |                    | 1e keer                                                        |
| 1607 - 1608   | Gerard Willemszoon van Schoterbosch             |            |                    | 3e keer                                                        |
| 1609          | Jan Michielszoon de Waal                        |            |                    | 2e keer                                                        |
| 1610          | Gerard Willemszoon van Schoterbosch             |            |                    | 4e keer                                                        |
| 1611 - 1612   | Frederik Adriaansz Deymann                      | 1553-1616  |                    |                                                                |
| ca. 1619-1625 | Aart Jansz Druyvesteyn                          | 1577-1627  |                    |                                                                |
| ca. 1621      | Henrick Vechtersz van Teffelen                  | -1621      |                    |                                                                |
| 1630          | Pieter Jacobsz Olijcan                          | 1572 -1658 |                    | 1e keer                                                        |
| -             | Nicholaes van der Laen                          | 1597-1645  |                    |                                                                |
| 1641 - 1641   | Pieter Jacobsz Schout                           | -1645      |                    |                                                                |
| 1676 - 1677   | Gillis Bouchellion                              | 1617-1689  |                    | 1e keer                                                        |
| 1680 - 1683   | Cornelis Sylvius                                | 1608-1685  |                    |                                                                |
| 1683 - 1684   | Gillis Bouchellion                              | 1617-1689  |                    | 2e keer                                                        |
| 1724 - 1737   | Mr. Cornelis Sylvius jr                         | 1687-1738  |                    | overleed als president-burgemeester, begraven in de Grote Kerk |
| 1793 - 1794   | Mr. Pieter Vermeulen                            |            |                    |                                                                |
| 1794 -        | Jean Gijsbert Decker                            |            |                    |                                                                |
| 1795          | Coenraad Hovens                                 |            |                    |                                                                |
| 1795          | Jacob Hoofman                                   |            |                    | 1e keer                                                        |
| 1795          | Daniel van Diepen                               | -1795      |                    |                                                                |
| 1796          | Jacob Hoofman                                   |            |                    | 2e keer                                                        |
| 1797          | Arend Jan van Eybergen                          |            |                    |                                                                |

## 19e - 21e eeuw
| Ambtsperiode                   | Naam burgemeester                                   | Leven     | Partij of stroming | Bijzonderheden |
| ------------------------------ | --------------------------------------------------- | --------- | ------------------ | --- |
| 1798 - 1802                    | Gerrit van der Aa                                   |           |                    | |
| 1803 - 1805                    | Mr. Jan Teding van Berkhout                         |           |                    | |
| 1806 - 1806                    | Jan Willem Druyvesteyn                              | 16-7-1806 |                    | |
| 1807 - 1810                    | Mr. Willem Jager                                    |           |                    | Maire |
| 1811 - 1811                    | Adolf van Wickevoort Crommelin                      |           |                    | Maire |
| 1811 - 1812                    | Jhr. Willem Philip Barnaart                         | 1781-1851 |                    | Maire, burgemeester tot 19-11-1813 en vormde een voorlopige (provisionele) stadsregering tot 2-1-1816.                                                                                                   |
| 1813 - 1836                    | Jhr. David Hoeufft                                  | 1762-1836 |                    | 1816 − 1824 samen met J.C. Sibmacher, Mr. H.A. Crommelin en Mr. C.C. van Valckenburg |
| 1836 - 1858                    | Cornelius Joannes de Bruyn Kops                     | 1791-1858 |                    | Burgemeester van Haarlem van 1-8-1836 tot 17-4-1858 |
| 1858 - 1859                    | Mr. Dr. Peter Marius Tutein Nolthenius              | 1814-1896 | Conservatief       | Burg. van Purmerend 1852-1855, Haarlem en Apeldoorn 1864-1872, Tweede Kamer-lid 1855-1864 |
| 1859 - 1866                    | Cornelis Fock                                       | 1828-1910 | Liberaal           | Burg. van Vreeland en Nigtevecht 1853-1855, Wijk bij Duurstede 1855-1859, Haarlem en Amsterdam 1866-1868. Minister van Binnenlandse Zaken 1868-1871, Commissaris van de Koning in Zuid-Holland 1871-1900 |
| 1866 - 1893                    | Mr. Ernst Anthon Jordens                            | 1821-1894 |                    | Wegens gezondheidsredenen werd hem ontslag verleend |
| 1893 - 1912                    | Jhr. Mr. Jacob Willem Gustaaf Boreel van Hogelanden | 1852-1937 |                    | burg. van Castricum 1877-1888, Heemskerk 1884-1888 en Haarlem. Tweede Kamerlid 1888-1893, lid Prov. 1893-1919 en Gedep. Staten 1912-1918 van Noord-Holland                                               |
| 1899 - 1901                    | Mr. C.M. Rasch                                      | 1859-1910 | Liberaal           | Waarnemend. Gemeentesecretaris & lid Gemeenteraad van Haarlem, Directeur Haarlemsche Brandverzekering Mij.                                                                                               |
| 1912                           | Dr. H.D. Kruseman                                   |           |                    | Waarnemend |
| 1912 - 1918                    | Jhr. Mr. Willem Bernardus Sandberg                  | 1876-1918 |                    | lid van Provinciale Staten in Utrecht, burg. van Abcoude en Haarlem |
| 1919 - 1937                    | Cornelis Maarschalk                                 | 1870-1954 | ARP                | Heer van Egmond Binnen, Rynegom, Egmond op den Hoef en Egmond op Zee met de Duinen |
| 1937 - 1941                    | Dr. Jacob Evert baron de Vos van Steenwijk          | 1889-1978 | LSP                | burg. van Zwolle 1933-1937 en Haarlem, werd 6-3-1941 door Seyss-Inquart ontslagen |
| 1941 - 1944                    | Simon Lambertus Antonius Plekker                    | 1883-1959 | NSB                | burgemeester van Haarlem van 10-3-1941 tot 5-9-1944, gevlucht |
| 1944 - 1945                    | M. van Driel                                        |           | NSB                | burgemeester van 5-9-1944 tot 8-5-1945, daarvoor locoburgemeester en wethouder van onderwijs |
| 1945 - 1947                    | Marius Antoon Reinalda                              | 1888-1965 | PvdA               | burg. van Haarlem, Eerste Kamerlid 1946-1947, Commissaris v.d. Koningin in Utrecht 1947-1954 |
| 1947 - 1969                    | P.O.F.M. (Oscar) Cremers                            | 1904-1983 | KVP                | |
| 1969 - 1976                    | Mr. dr. Leonard de Gou                              | 1916-2000 | KVP                | Burg. van Steenbergen 1946-1957, Venlo 1957-1969 en Den Haag |
| 1977 - 1984                    | Jan Reehorst                                        | 1923-2024 | PvdA               | Tweede Kamerlid 1956-1967, burg. van Velsen 1974-1977 en Haarlem. |
| 16 febr. 1985 - 3 aug. 1994    | Mr. Elizabeth Maria Alida Schmitz                   | 1938-2024 | PvdA               | |
| 18 jan. 1995 - 1 juli 2006     | Jacobus (Jaap) Johannes Hermanus Pop                | 1941      | PvdA               | |
| 4 juli 2006 - 14 augustus 2016 | Mr. Bernard (Bernt) Bram Schneiders                 | 1959      | PvdA               | Sinds 6 oktober 2015 tevens waarnemend burgemeester van Bloemendaal |
| 21 sept. 2016 - heden          | drs. Jos Wienen                                     | 1960      | CDA                | |